# Infanteribrigad 59
Infanteribrigad 59, förkortat IB 59 var ett typförband i svenska armén.
Försöksverksamheten med Infanteribrigad 49R gav arméledningen underlag för en ny brigadorganisation, Infanteribrigad m/59. Den infördes genom 1958 års försvarsbeslut. Det dröjde troligen till mitten av 1960-talet innan samtliga infanteribrigader ombildats. Omorganisationen innebar att eldkraften förstärktes och stridsuthålligheten ökades genom en förstärkt underhållsorganisation och ny personlig utrustning, bland annat fältuniform m/58 och m/59. Skyttesoldatens beväpning utgjordes nu av automatgevär och kulsprutepistol. Fler bärbara radiostationer förbättrade stridsledningen på alla nivåer och förmågan till fältarbeten, framför allt förbindelsearbeten förbättrades också.
De tidigare fristående kompanierna sammanfördes i en understödsbataljon och slutligen försvann hästarna (i stort sett) ur infanteriets organisation. Personalstyrkan uppgick till 4 675 man.
Den tunga materielen uppgick till sammanlagt 119 stycken kulsprutor m/58, 24 8 cm raketgevär, 96 8,4 cm granatgevär, 18 8 cm granatkastare, 18 9 cm pansarvärnspjäser (infördes efter hand), 16 12 cm granatkastare, 18 20 mm luftvärnsautomatkanoner och 6 stycken stormartillerivagnar eller stormkanonvagnar. 

## Infanteribrigadens organisation
- Brigadledning
- Spaningskompani
- Tre skyttebataljoner (915 man) : 
  - bataljonsstabskompani
  - Tre skyttekompanier med tre skytteplutoner och en granatgevärspluton
  - understödskompani med bland annat två pansarskyddsplutoner, en 8 cm granatkastarpluton och en stormpionjärpluton
  - trosskompani
- Understödsbataljon (757 man) : 
  - pansarskyddskompani
  - Två tunga granatkastarkompanier med 2x8 stycken 12cm granatkastare m/41
  - stormkanonkompani med 6 stycken stormartillerivagnar eller stormkanonvagnar
  - luftvärnskompani med 18 20 mm automatkanon m/40
  - ingenjörskompani
- Underhållsbataljon (602 man)

### Rörlighet och transporter
- Huvuddel av truppen - Cykeltolkning efter traktor
- Kompaniunderhåll - Traktor (få lastbilar)
- Bataljonsunderhåll - Traktor, lastbil, terrängbil.
- Brigadunderhåll - Lastbil

### Eldkraft mot oskyddad trupp
- Enskild soldat - Kpist m/45, automatgevär m/42
- Skyttepluton - Gevär m/41 (prickskyttegevär), Ksp 58, granatgevär m/48 (Grg)
- Skyttekompaninivå -  Granatgevär m/48, Ksp 58
- Skyttebataljonsnivå - Granatgevär m/48, Ksp 58, 8 cm granatkastare (Grk)
- Infanteribrigadnivå - Stridsvagn m/42 (Strv m/42), stormartillerivagn m/43 (SAV m/43) eller infanterikanonvagn (Ikv102/103), Granatkastare m/41

### Eldkraft mot pansarfordon
- Skyttegrupp - Pansarskott m/46 (Pskott)
- Skytteplutonsnivå - Pansarskott m/46
- Skyttekompaninivå - Grg m/48, traktordragen 9 cm pansarvärnspjäs 1110.
- Skyttebataljonsnivå - Grg m/48, traktordragen 9 cm pansarvärnspjäs 1110.
- Infanteribrigadnivå - Strv m/42, pansarvärnspjästerrängbil 9031 (Pvpjtgb 9031)

### Eldkraft mot flyg
- Skyttekompaninivå - Inget
- Skyttebataljonsnivå - Luftvärnskulspruta (Lvksp) på vissa fordon
- Infanteribrigadnivå - Lvksp, 20 mm luftvärnsautomatkanon (Lvakan m/40)